# والدلیشیو جواکیم
والدلیشیو جواکیم (انگلیسی: Valdelício Joaquim؛ زادهٔ ۱۵ آوریل ۱۹۹۰) بازیکن بسکتبال اهل آنگولا است.
وی در مسابقات کشوری و بین‌المللی در مجموع برندهٔ ۲ مدال طلا، ۳ مدال نقره شده‌است.